# Формула 1 — сезона 1977
28. сезона Формуле 1 је одржана 1977. године од 9. јануара до 23. октобра. Вожено је 17 трка. Ники Лауда је освојио свој други наслов првака, иако је Марио Андрети имао више победа. Рено је ушао у такмичење са турбо мотором који се није показао као најуспешнији.
Сезона ће бити упамћена и по стравичном удесу који се догодио на ВН Јужне Африке 5. марта када је Том Прајс у немогућности да избегне деветнаестогодишњег ватрогасца ударио у њега и изазвао хаос. Тело судије је летело у ваздух, а апарат за гашење пожара је ударио у Прајса и убио га.